# Antonio de Zamora
Antonio de Zamora, né à Madrid le 1er novembre 1660 et mort à Ocaña le 7 décembre 1727 , est un dramaturge espagnol.

## Biographie
En 1689, il travaillait déjà au Bureau colonial de la Nouvelle-Espagne. Il était ami de l'écrivain Francisco Bances Candamo (es), qu’il remplaça comme poète officiel de la Cour en 1694 ; en 1696 la Mairie de Madrid lui commanda l’épitaphe hiéroglyphes au caveau  de la reine Mère Dona Mariana, pour son enterrement, le 19 mai, au couvent de Santo Domingo el Real ; en 1698 il devint chambellan du roi Charles II et resta fonctionnaire du ministère de la Nouvelle-Espagne. La mairie lui commanda d’autres épitaphes pour ce roi, dans cette même église.
Ardent défenseur des Bourbons pendant la Guerre de Succession, il dut se cacher des partisans du camp autrichien. Il célébra la prise de pouvoir de Philippe V à Madrid avec Le litige matrimonial du corps et l’âme (1701), qui étendit un précédent de Pedro Calderón de la Barca. Il rédigea également pour cet événement un roman héroïque, Epinicio metrico, Prosphonema numerosos. La zarzuela L’amour les conquiert tous fut composée pour célébrer la naissance de Louis Ier en 1707 et fut représentée au Coliseo del Buen Retiro sur une musique d'Antonio de Literes ; son drame musical Angélique et Médor fut représentée à l'occasion du mariage de Don Louis. En 1722, il publia un recueil de pièces sous le titre de Nouvelles comédies, où l’on note son appartenance à l'école de Calderón, réemployant les thèmes de nombreuses comédies du XVIIe siècle et annonçant les thèmes populaires de Ramon de la Cruz.

## Œuvre
- Comédie nouvelles, Madrid, 1722.
- Comédie Don Antonio de la maison de sa Majesté, et fonctionnaire du Secrétariat des Indes de la Nouvelle-Espagne, Madrid, 1744.